# Белокопытов, Владимир Иванович
Владимир Иванович Белокопытов (16 апреля 1980, Читкан, Бурятская АССР — 9 ноября 2024, Донецкая область) — российский военнослужащий, младший сержант, командир боевой машины мотострелкового батальона. Герой Российской Федерации (посмертно, 2024).

## Биография
Родился 16 апреля 1980 года в селе Читкан Бурятской АССР. 
Учился в Читканской средней школе (1987—1995), которую после девяти классов обучения, окончил. После, отслужил два года по срочной службе в российской армии. Работал разнорабочим, от кочегара до строителя. После закрытия совхоза, в котором мужчина трудился кочегаром, работал в Баргузинском доме-интернате. 
В 2022 году был призван в рамках частичной мобилизации в зону боевых действий. Являлся участником   вооружённого вторжения России на Украину и командиром боевой машины  мотострелкового батальона. 
Скончался 9 ноября 2024 года в Донецкой Народной Республике по причине острой коронарной недостаточности. Похоронен 27 ноября в селе Читкан.

## Семья
Остались родители, сестра с братом, а также шестеро детей и шестеро внуков.

## Звания и награды
- Герой Российской Федерации (Указом Президента Российской Федерации от 23 ноября 2024 года за мужество и героизм, проявленные при исполнении воинского долга, гвардии младшему сержанту Белокопытову Владимиру Ивановичу присвоено звание Героя Российской Федерации, посмертно)[3][4][5].